# Der Rebell (1950)
Der Rebell (Originaltitel: The Flame and the Arrow) ist ein US-amerikanischer Abenteuerfilm, von Jacques Tourneur 1950 inszeniert. Die Erstaufführung in Deutschland fand am 24. März 1951 statt.

## Handlung
Italien im 12. Jahrhundert, zur Zeit Friedrich Barbarossas: Dardo Bartoli lebt mit seiner untreuen Frau Francesca und seinem Sohn Rudi in der Lombardei. Francesca ist die Geliebte des örtlichen Grafen Ulrich, der von seiner Nichte Anne umsorgt wird. Dardo kommt mit dem Grafen in Konflikt, als er dessen Jagdfalken erschießt, als dieser im Dorf Tauben jagt. Aus Rache entführt der Graf Rudi in sein Schloss. Bei der Rettungsaktion wird Dardo von einem Pfeil getroffen, sein Sohn hält die gräflichen Schergen auf, damit Dardo entfliehen kann.
Der junge Adelige Alessandro de Granazia hält um Annes Hand an, wird aber abgewiesen und vom Grafen wegen Steuerschulden eingekerkert. Dardo, mittlerweile Anführer einer Rebellengruppe, befreit Alessandro. Eine Zofe Annes hilft ihm und seinem besten Freund, dem stummen Piccolo, in das Schloss einzudringen, um seinen Sohn zu befreien. Der Rettungsversuch schlägt fehl. Als sie in Annes Zimmer eindringen, schlägt Piccolo vor, Anne zu entführen. Sie schaffen sie in ihr Versteck.
Sie schlagen dem Grafen einen Gefangenenaustausch vor. Graf Ulrich droht, Dardos Onkel, Papa Bartoli, hinzurichten, wenn er Anne nicht freilässt. Dardo und seine Leute stürmen das Dorf und befreien Papa Bartoli. Dardos Tante berichtet ihm, dass fünf weitere Gefangene an Stelle Papa Bartolis hängen sollen. Dardo stellt sich dem Grafen, um sie zu retten. Er wird vor den Augen seines Sohnes gehängt. Die anderen Rebellen, darunter auch Alessandro, werden in den Kerker geworfen. Alessandro verrät dem Grafen, dass die übrigen Rebellen am nächsten Tag einen Angriff planen und dass Dardo lebt. Piccolo hatte die Stelle des Henkers eingenommen. Als Belohnung für den Verrat will Ulrich Anne mit Alessandro vermählen. Anne gelingt es Dardos Tante zu warnen.
Auf Vorschlag Piccolos schleicht sich die Bande als Akrobaten getarnt ins Schloss ein und es kommt zu einem erbitterten Kampf. Anne informiert Dardo, dass der Graf Rudi als Geisel nehmen will. Dardo kann den Grafen stellen, der in der Gesellschaft Alessandros ist. Während Dardo und Alessandro kämpfen, flüchtet der Graf. Dardo will Alessandro überzeugen, ihn vorbeizulassen, doch Alessandro lehnt ab und wird von Dardo getötet. Dardo findet seine Frau Francesca mit einem Messer im Rücken. Der Graf nutzt Rudi als menschlichen Schutzschild, aber Dardo erschießt den Grafen. Die Rebellen erobern das Schloss und Dardo und Anne fallen sich in die Arme.

## Kritiken
„Aufwendiger Ausstattungs- und Abenteuerfilm über einen Freiheitskampf im 13. Jahrhundert.“

## Hintergrund
- Der Film entstand auf einer Ranch im Simi Valley in Kalifornien.
- Das Budget betrug ca. drei Millionen US-Dollar.[2]
- Die Rolle des Henkers übernahm Philip Van Zandt, ein bevorzugter Gegner der Three Stooges.
- Nick Cravat war ein Jugendfreund von Oscar- und Golden-Globe-Gewinner Burt Lancaster (1961) und jahrelang als Akrobat und Trapez-Artist mit ihm aufgetreten. Nachdem Lancaster nach Hollywood gewechselt war, spielte er in dessen Filmen mehrmals Nebenrollen. Auch in Der Rebell stellte er, genau wie in Der rote Korsar, einen Stummen dar, der mit Lancaster akrobatische Stunts ausführt.
- Frank Allenby drehte nach diesem Film noch zwei weitere, bevor er im Mai 1953 starb. Für Lynn Baggett war es die vorletzte Filmrolle in ihrer Karriere.
- Regisseur Tourneur, geboren in Paris, wanderte mit seinem Vater Maurice ca. 1913 in die USA aus. 1942 wurde er mit dem Film Katzenmenschen berühmt.
- Autor Waldo Salt, Oscar-Gewinner 1970 und 1979, wurde 1951 auf die Schwarze Liste von Senator McCarthy gesetzt.
- Unter den Mitarbeitern waren folgende in Filmkreisen bekannte Namen: Produzent Hecht (Oscar 1956), Mit-Produzent Ross (Ehren-Oscar 1946), Komponist Steiner (Oscars 1936, 1943, 1945), Kameramann Haller (Oscar 1940), Art-Director Edward Carrere (Oscar 1968) und Kostüm-Designerin Marjorie Best (Oscar 1950).

## Auszeichnungen
Oscar-Nominierungen 1951 in den Kategorien:
- Beste Farbkamera – Ernest Haller
- Beste Filmmusik – Max Steiner